# Szalihorszk
Szalihorszk (Салігорск, oroszul Солигорск – Szoligorszk) járási jogú város Fehéroroszország Minszki területének déli részén, a Szalihorszki járás székhelye. A terület 2. legnépesebb városa, 2005. január 1-jén 101 ezer lakosa volt, közigazgatási területe 9,2 km². A Szlucs-folyón felduzzasztott Szalihorszki-víztározó partján fekszik, Minszktől 130 km-re délre. Az ország kálisóiparának központja, egyike az ún. szocialista városoknak. Vasúti szárnyvonal köti össze (1962 óta) Szluckkal, a P23-as főút Minszkkel és Mikasevicsivel teremt összeköttetést.
A közeli Sztarobinnál 1941-ben tárták fel az akkori Szovjetunió 2. legjelentősebb kálisótelepét, melynek kitermelése 1949-ben kezdődött meg. A település (akkori nevén Novo-Sztarobinszk) alapkövét 1958. augusztus 10-én rakták le, 1959. augusztus 8-án Szoligorszk néven városi jellegű településsé nyilvánították. Az újonnan alapított város gyors növekedésnek indult, 1963-ban kezdődött meg a mélyműveléses bányászat és ekkor kezdte meg termelését a Belaruszkalij kombinát, mely ma is az ország egyik legnagyobb vállalata. Ugyanebben az évben nyerte el a városi rangot. 1965. január 8-án az akkor 22 ezer lakosú települést járási székhellyé nyilvánították (a korábbi Sztarobini járást átkeresztelték Szoligorszki járássá). 1979-ben 65,1 ezer lakosa volt. Tejfeldolgozó és konfekcióipara is van. Két templomát (Szt. Ferenc és Pokrovszkij-templom) az 1990-es években emelték.

## Külső hivatkozások
- Soligorsk
- Hivatalos honlap (oroszul) Archiválva 2019. május 9-i dátummal a Wayback Machine-ben
- A Belaruszkalij honlapja
- eSoligorsk.net
- Fényképek